# 児島高信
児島 高信（こじま たかのぶ、1895年（明治28年）4月22日 - 1947年（昭和22年）8月12日）は、朝鮮総督府官僚。

## 経歴
東京府東京市（渋谷区）出身。1919年（大正8年）、東京帝国大学法学部政治学科を卒業し、翌年に朝鮮総督府事務官となった。同参事官、殖産局商工課長、財務局理財課長、全羅南道内務部長、総督官房会計課長、鉄道局理事を歴任。1936年（昭和11年）、咸鏡北道知事に就任し、1940年（昭和15年）に李王職次官に転じた。
1945年（昭和20年）、李王職長官事務取扱。1946年（昭和21年）1月、同職官制廃止後は宮内省御用掛を務めた。1947年（昭和22年）8月12日死去。天皇、皇后、皇太后より祭粢料を賜った。墓所は多磨霊園。

## 栄典
- 1940年（昭和15年）8月15日 - 紀元二千六百年祝典記念章[5]